# Ormtjärnen (Söderbärke socken, Dalarna, 667235-148816)
Ormtjärnen är en sjö i Smedjebackens kommun i Dalarna och ingår i Norrströms huvudavrinningsområde.